# تور فیم بال
تور فیم بال (انگلیسی: The Fame Ball Tour) نخستین تور کنسرت توسط خواننده آمریکایی لیدی گاگا برای پشتیبانی از نخستین آلبوم استودیویی خود، شهرت (۲۰۰۸) بود. این تور در ۱۲ مارس ۲۰۰۹ در سن دیگو آغاز شد و در ۲۹ سپتامبر ۲۰۰۹ در واشینگتن، دی.سی. به پایان رسید.